# Peg + Cat
Peg + Cat é uma série televisiva infantil animada americana/canadense baseada no livro infantil "The Chicken Problem", publicado em 2012. A série é criada por Billy Aronson e Jennifer Oxley e produzida por Fred Rogers Productions e 9 Story Media Group. 
A série animada estreou no dia 7 de outubro de 2013 na PBS Kids 
O show é voltado para crianças de 3 a 5 anos de idade. O objetivo é "inspirar a curiosidade natural das crianças em idade pré-escolar em matemática e ajudá-los a desenvolver novas habilidades e estratégias para resolver problemas criativamente em suas vidas diárias". 
Em 3 de março de 2015, a PBS Kids renovou o Peg + Cat para uma segunda temporada, que começou em 4 de abril de 2016. 

## Transmissão
No Canadá, o programa é transmitido pela Treehouse TV. No Brasil, é transmitido pela Discovery Kids e, em Portugal, pela RTP2 no bloco infantojuvenil Zig Zag.

### Em inglês
- «Sítio oficial»
- Peg + Cat. no IMDb.